# Le Martyre de saint Laurent
Le Martyre de saint Laurent est un tableau de Titien dont deux versions sont connues.   
La première, commencée en 1548 à la demande de Lorenzo Massolo pour mettre son tombeau sous la protection de son saint patron, est mise en place en 1559. Elle représente le martyre de saint Laurent et mesure 4,93 m de haut sur 2,77 m de large. Peinte pour l'église Santa Maria dei Crociferi, elle est conservée à l'église Santa Maria Assunta à Venise.  

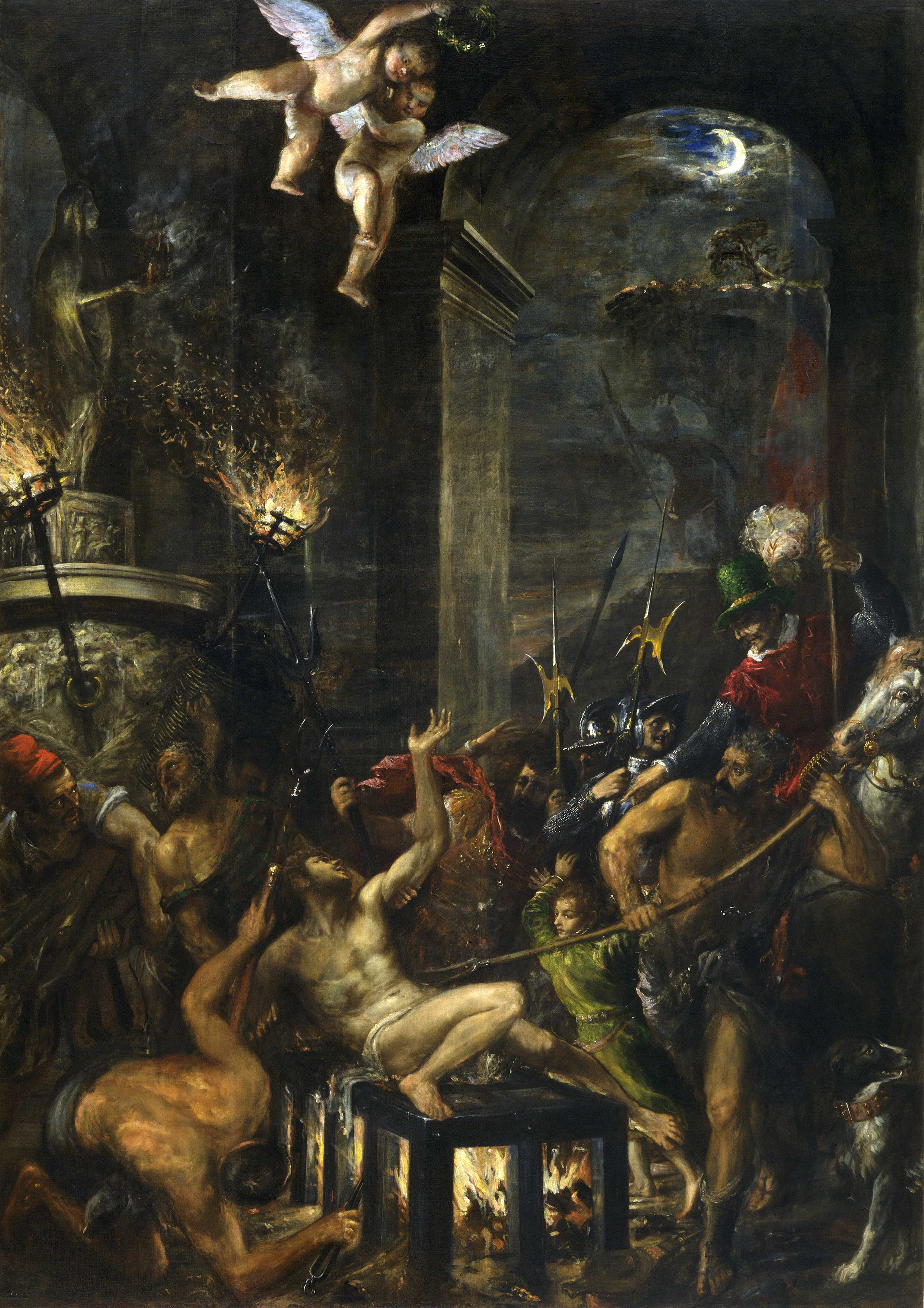
Deuxième version (1567), Monastère de L'Escorial.

À la demande du roi Philippe II d'Espagne qui désirait commémorer la victoire espagnole de Saint-Quentin le 10 août 1557 (jour de la Saint-Laurent), le maître vénitien peignit une seconde version destinée à l'église du Monastère de l'Escorial alors en construction. Commencée vers 1564, la toile, qui mesure 4,40 m de haut et 3,20 m de large, fut installée dès 1567 sur l'autel de l'iglesia vieja du monastère, où elle figure toujours.

## Postérité
La peinture fait partie du musée imaginaire de l'historien français Paul Veyne, qui le décrit dans son ouvrage justement intitulé Mon musée imaginaire.